# Stelis acutiventris
Stelis acutiventris là một loài Hymenoptera trong họ Megachilidae. Loài này được Linsley mô tả khoa học năm 1939.